# Musée des Bénédictins du Mont Fébé
Le musée des Bénédictins du Mont Fébé, aussi connu sous le nom de musée d’art camerounais du monastère des Bénédictins du Mont Fébé ou musée des Bénédictins ou encore musée du beau, fondé en 1964, est un musée communautaire. Il se situe au monastère du Mont Fébé Yaoundé, région du Centre, Cameroun.

## Histoire

### Débuts et projets
Arrivés au Cameroun en 1932 dans le but de la formation des futurs prêtres indigènes au séminaire Saint Laurent de Mvolyé, les Bénédictins d’Engelbert reçoivent le flambeau de la direction de cette structure de formation en 1933. C’est avec eux que le séminaire Saint Laurent connait un transfert pour Otélé en 1957, où le témoin passe aux mains des Pères jésuites au cours de l’année scolaire 1962 – 1963. Dès lors, il n'est plus question de fonder un monastère  en ce même lieu. Aidés par André Fouda, maire de Yaoundé, les pères Bénédictins obtiennent l’actuel site du Mont Fébé et s’y installent pour commencer l’expérience de vie monastique le 1er dimanche de temps de l’Avent en 1964. Depuis lors, les louanges de Dieu continuent de s’élever du sommet de la « colline de la brise». Le musée est inauguré en 1970, il accueil toujours des visiteurs. Ce musée est aussi connu sous l'appellation "le musée du beau".

#### Missions
Le musée œuvre pour la collection et la conservation des objets d'art. Il a aussi pour mission d'acquérir, de préserver et de valoriser ses collections afin de contribuer à la sauvegarde du patrimoine.

## Administration

### Promoteur, tutelle et direction/gestion du musée
Il est dirigé par des bénédictins.

### Financements
Le monastère les bénédictins assure la gestion financière du musée. Les fonds de gestion du musée sont compris dans le budget global du monastère.

### Tourisme et fréquentation
Le musée des bénédictins est visité par les touristes et le public, avec une marge de fréquentation inférieure aux autres musées, Le monastère s’impose comme l’un des principaux sites touristiques de la capitale. Le musée des bénédictins est une aire qui réste ouvrable aux publics le jour de jeudi, samedi et dimanche de 15h à 18h, et il est également possible de fixer le rendez vous des groupes des personnes.
L'institution religieuse abrite un musée qui abrite un large éventail de collections d'arts traditionnels camerounais tels que des masques, des tabourets, des pipes, des cornes à boire, des ornements, des instruments de musique et des statues en perles, entre autres.

## Aspects techniques, équipements et services

### Aspects techniques
Les études scientifiques et techniques pour la formation des futurs prêtres  indigènes au séminaire Saint Laurent de Mvolyé en 1933, avec pour objectif de créer un espace de conservation, d’exposition, de préservation, de promotion et de communication du patrimoine culturel camerounais.

### Services
En plus des visites muséales, le monastère possède un centre d'accueil, propose des retraites spirituelles aux prêtres, religieux et laïcs adapté a la méditation.

## Collections
Le musée  un établissement de collection des arts traditionnels qui compte plus de quatre cents objets.

### Expositions permanentes
L'exposition permanente se constitue d'un éventail de collections d'arts traditionnels camerounais tels que des masques, des tabourets, des pipes, des cornes à boire, des ornements, des instruments de musique et des statues en perles, entre autres. Le musée conserve les éléments de la culture matérielle ancienne de quatre aires culturelles qui constituent le territoire camerounais, notamment l’aire culturelle Grassfields, Sawa, Soudano-Sahélien et Fang Béti. Il comprend également des masques, des tabourets, des lits, des panneaux et des pipes.

## Boutique artisanale
Dans ce musée, l'on trouve des produits dérivés tels que les objets de pierre, les produits alimentaires spécialisés, la médecine douce, les vins et boissons thérapeutiques, les rafraîchissements, des pagnes wax, des pagnes super wax et les pagnes religieux, une mini parfumerie et une mini papeterie.